# Första anglo-burmesiska kriget
Första anglo-burmesiska kriget (burmesiska: ပထမ အင်္ဂလိပ် မြန်မာ စစ်) mellan 1824 och 1826 var det första i britternas kolonial- och erövringskrig mot Burma. Syftet var att säkra östflanken för det brittiska väldet i Indien och för att öppna handelsvägar söderifrån in i Kina.

## Historia
Det brittiska väldet i Indien var i sina grunddrag tryggat vid eller strax efter Napoleonkrigens slut. Men väldets utbyggnad och säkerhet förblev 1800-talet igenom en hörnsten i brittisk Asienpolitik och en huvuduppgift för Indiens brittiska styrelse. Den brittiska erövringspolitiken i Indien förlängdes vid tidpunkten av generalguvernören lord Amherst in i Burma. Landet var helt okänt för européerna. 
Kriget framkallades genom att en burmesisk här ryckte in i Bengalen. Kung Bagyidaw ville driva ut britterna ur hela Indien. Brittiska trupper slog tillbaka anfallet och ryckte in i Burma längs Bengaliska vikens kust. En annan styrka under sir Archibald Campbell seglade uppför Irrawaddyfloden och erövrade Rangoon 1824. I Bengalen erövrades Arakan. När britternas framryckning slutligen hotade Burmas huvudstad Ava slöt Bagyidaw fred i Yandaboo år 1826. Burmeserna kunde i längden inte hålla stånd mot en modern armé. Burma avstod Arakan, Assam och Tenasserimkusten till Brittiska Burma.